# Kossa (Astrakhan)

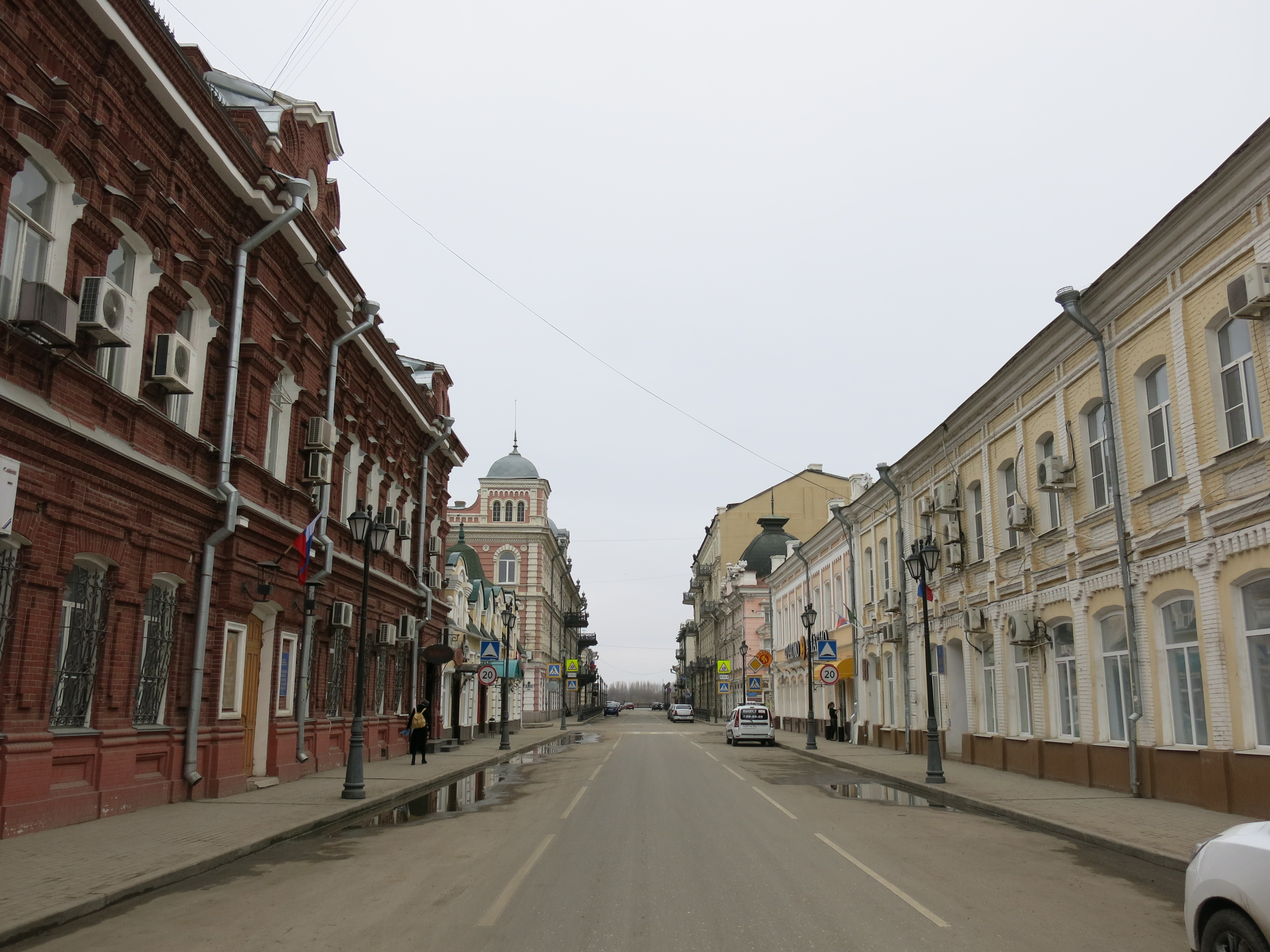
Vue de la rue Saint-Nicolas.

Kossa (Коса́) est l'un des quartiers historiques du centre de la ville d'Astrakhan en Russie. Il se trouve à l'ouest du quartier de la Ville blanche et au nord de la flèche de l'Amirauté. Ce quartier s'étend sur une île artificielle délimitée par la Volga, le Koutoum, le Tsariov et le canal Varvatsi dans l'arrondissement de Kirov.
Ses limites sont formées par le quai Rouge, le quai Pierre-Ier, la rue de l'Amirauté et la perspective du Gouverneur-Goujvine. Certains historiens et guides locaux y incluent aussi le kremlin d'Astrakhan.
Ce quartier possède depuis 1993 le statut de patrimoine protégé au niveau régional.

## Histoire
Le territoire de ce quartier est apparu au XIXe siècle à l'ouest du kremlin d'Astrakhan à cause du creusement du canal Varvatsi. La formation de ce quartier appelle la construction d'hôtels particuliers et de belles maisons en en faisant un des lieux les plus en vue de la ville. On fait appel aux meilleurs architectes de Saint-Pétersbourg. Aujourd'hui on y trouve des cafés à la mode, des bars, des restaurants et hôtels, ce qui en fait un lieu en vogue très fréquenté.

## Architecture

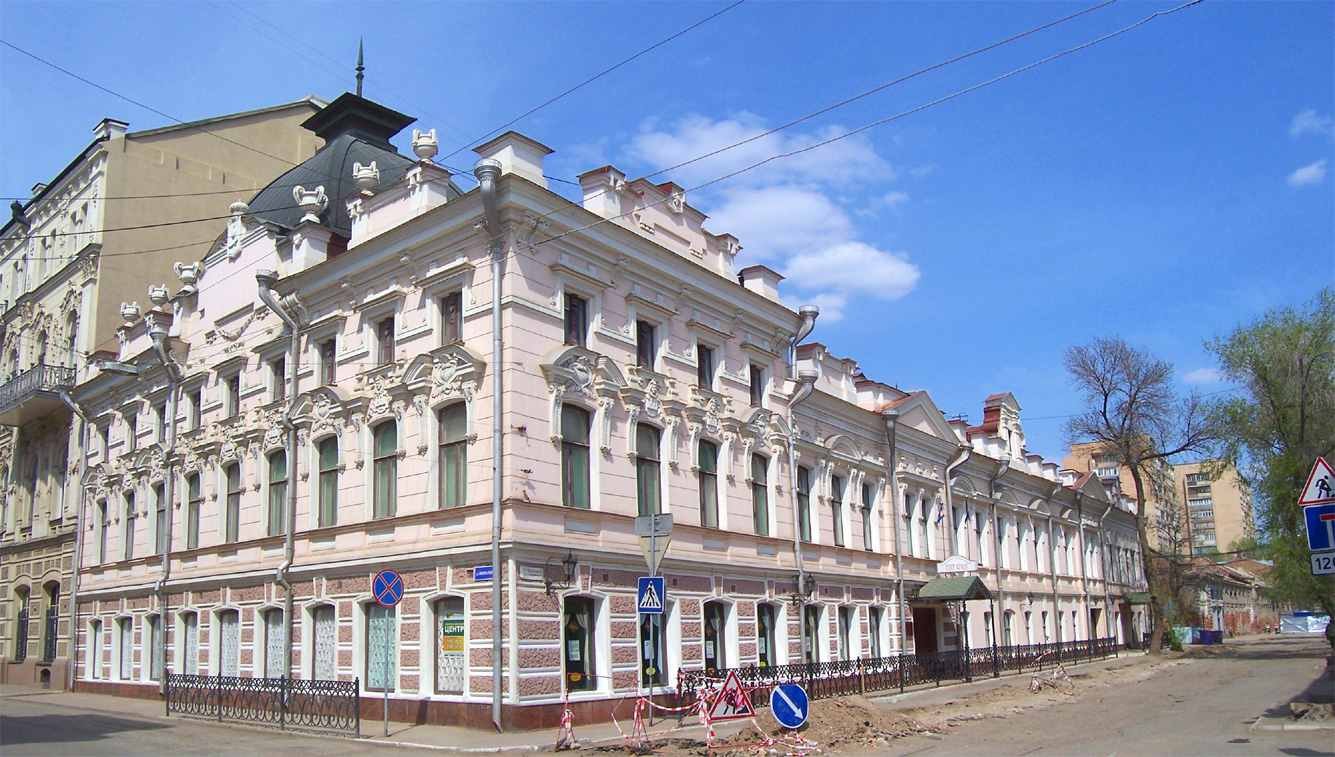
Théâtre de marionnettes, rue Fioletov.

Un certain nombre d'immeubles et de demeures sont construits en style Art Nouveau scandinave  (appelé en russe « style moderne ») avec des cours intérieures rectangulaires. La rue la plus importante du quartier est la rue Saint-Nicolas (Nikolskaïa) reliant le quai de la Volga à la place d'Octobre sous les murs Nord-Ouest du kremlin d'Astrakhan. Perpendiculaires à la rue Saint-Nicolas, se trouvent la rue des Oulianov, la rue Fioletov, la rue Ouritski, etc. Cela forme le « carré des bars ».